# Pomeys
Pomeys är en kommun i departementet Rhône i regionen Auvergne-Rhône-Alpes i östra Frankrike. Kommunen ligger i kantonen Saint-Symphorien-sur-Coise som tillhör arrondissementet Lyon. År 2022 hade Pomeys 1 133 invånare.

## Befolkningsutveckling
Antalet invånare i kommunen Pomeys
| Referens: INSEE |